# Motí de Santo Domingo de los Tsáchilas
El Motí de Santo Domingo de los Tsáchilas fou un motí carcerari esdevingut durant la nit del 9 de maig de 2022 al Centre de Rehabilitació Social Santo Domingo de Los Tsáchilas, situat a Santo Domingo (Equador).
El motí començà havent passat la mitjanit, quan, segons les autoritats, els membres de la banda criminal Los Lobos eixiren de les seves cel·les i s'adreçaren a les dels presos pertanyents a la banda rival present en aquell establiment penitenciari, l'R7. Aleshores s'iniciaren els enfrontaments entre totes dues faccions, descrits pels presents com un "gran carnatge" que causà la defunció de quaranta-quatre presoners, la majoria dels quals foren morts amb armes blanques.

## Causes
La causa principal del motí i de l'enfrontament entre els presidiaris fou la lluita pel control del tràfic de drogues dins de la presó entre les bandes criminals Los Lobos, que fins aleshores dominava el centre penitenciari, i l'R7, una banda més petita que havia estat aliada dels primers fins a començament de 2022, quan succeí la inevitable ruptura a causa de l'abús de poder constant que Los Lobos exercien contra els seus socis. Segons diversos carcellers, el recent trasllat del cabdill de l'R7 Freddy Marcelo Anchundia Loor a Santo Domingo de los Tsáchilas havia generat un clima de tensió que presagiava algun esdeveniment violent. En efecte, durant la revolta a l'interior de la presó Los Lobos atemptaren contra la vida d'Anchundia, de qui es desconeix el seu estat després dels fets violents.

## Conseqüències
Durant el motí van ser assassinats a l'interior de Santo Domingo de Los Tsáchilas quaranta-quatre presidiaris, la majoria dels quals foren atacats amb armes blanques en les seves cel·les. També van reeixir a escapar-se'n com a mínim 220 reus, la meitat dels quals no van estar en fuga més d'un dia, car les autoritats aviat els localitzaren, detingueren i aviaren altra vegada vers el centre penitenciari. Això no obstant, la policia equatoriana encara no ha estat capaç de cercar més d'un centenar de fugitius, que resten a l'exterior després que la presó de Santo Domingo de Los Tsáchilas hagi tornat sota el control de les autoritats del país.